# Marakkanam
Marakkanam là một thị xã panchayat của quận Viluppuram thuộc bang Tamil Nadu, Ấn Độ.

## Địa lý
Marakkanam có vị trí 12°12′B 79°57′Đ / 12,2°B 79,95°Đ Nó có độ cao trung bình là 14 mét (45 feet).

## Nhân khẩu
Theo điều tra dân số năm 2001 của Ấn Độ, Marakkanam có dân số 19.153 người. Phái nam chiếm 50% tổng số dân và phái nữ chiếm 50%. Marakkanam có tỷ lệ 61% biết đọc biết viết, cao hơn tỷ lệ trung bình toàn quốc là 59,5%: tỷ lệ cho phái nam là 70%, và tỷ lệ cho phái nữ là 52%. Tại Marakkanam, 13% dân số nhỏ hơn 6 tuổi.